# گت‌ژار
گت‌ژار (انگلیسی: GetJar) شرکت نرم‌افزار لیتوانیایی است، که در سال ۲۰۰۴ تأسیس شد.